# Pölöskei Gáborné
Pölöskei Gáborné Áder Annamária (Csorna, 1960. november 1. –) magyar tanár, humánökológus, oktatáspolitikus, a Klik vezetője.

## Életpályája
1985–1999 között a Petrik Lajos Vegyipari Szakközépiskola biológia-földrajz szakos tanára volt.
1999–2007 között az Országos Közoktatási Értékelési és Vizsgaközpont (OKÉV) Közép-magyarországi Regionális Igazgatóság regionális igazgatójaként dolgozott.
2007–2010 között az Oktatási Hivatal Közoktatási Hatósági Főosztályának főosztályvezetője volt.
2010–2011 között az Oktatási Hivatal általános elnökhelyettese volt. 2011–2013 között a Budapest Főváros Főpolgármesteri Hivatal Oktatási, Gyermek- és Ifjúságvédelmi Főosztályának főosztályvezetője volt. 2013–2014 között az Emberi Erőforrások Minisztériuma Intézményfejlesztési Főosztályának főosztályvezetőjeként dolgozott. 2014–2016 között az Emberi Erőforrások Minisztériuma köznevelési intézményrendszer fejlesztéséért felelős helyettes államtitkára volt. 2016–2017 között a Klebelsberg Központ elnöke volt. 2017–2024 között a Nemzetgazdasági Minisztérium szakképzésért és felnőttképzésért felelős helyettes államtitkára volt.
2024-ben nyugdíjba vonult.

## Családja
Szülei Áder János (1932–1980) bolti eladó és Szabó Terézia (1936–) könyvelő volt. Áder János (1959–) volt köztársasági elnök testvére. Pölöskei Gábor (1960–) labdarúgó felesége. Két fiuk született: Pölöskey Péter (1988–) és Pölöskei Zsolt (1991–); mindketten labdarúgók.